# Lima (département)
Pour les articles homonymes, voir Lima (homonymie).
Le département de Lima (en espagnol : Departamento de Lima) est une région côtière du centre du Pérou. La province de Lima, appelée par les Péruviens Lima métropolitaine et qui comporte la ville de Lima, capitale du Pérou, est enclavée à l'ouest de la région mais n'en fait pas partie,,.
Il a été créé le 4 novembre 1823. Il se limite au nord avec le département d'Áncash, à l'est avec le département de Huánuco, le département de Pasco et le département de Junín, au sud avec le département d'Ica et le département de Huancavelica, et à l'ouest avec la province constitutionnelle de Callao et l'océan Pacifique. C'est le département le plus peuplé du pays.

## Géographie
La région de Lima couvre une superficie de 32 126,46 km2. Elle est limitée au nord par la région d'Ancash, à l'est par la région de Huánuco, la région de Pasco et la région de Junín, au sud par la région d'Ica et à l'ouest par l'océan Pacifique.

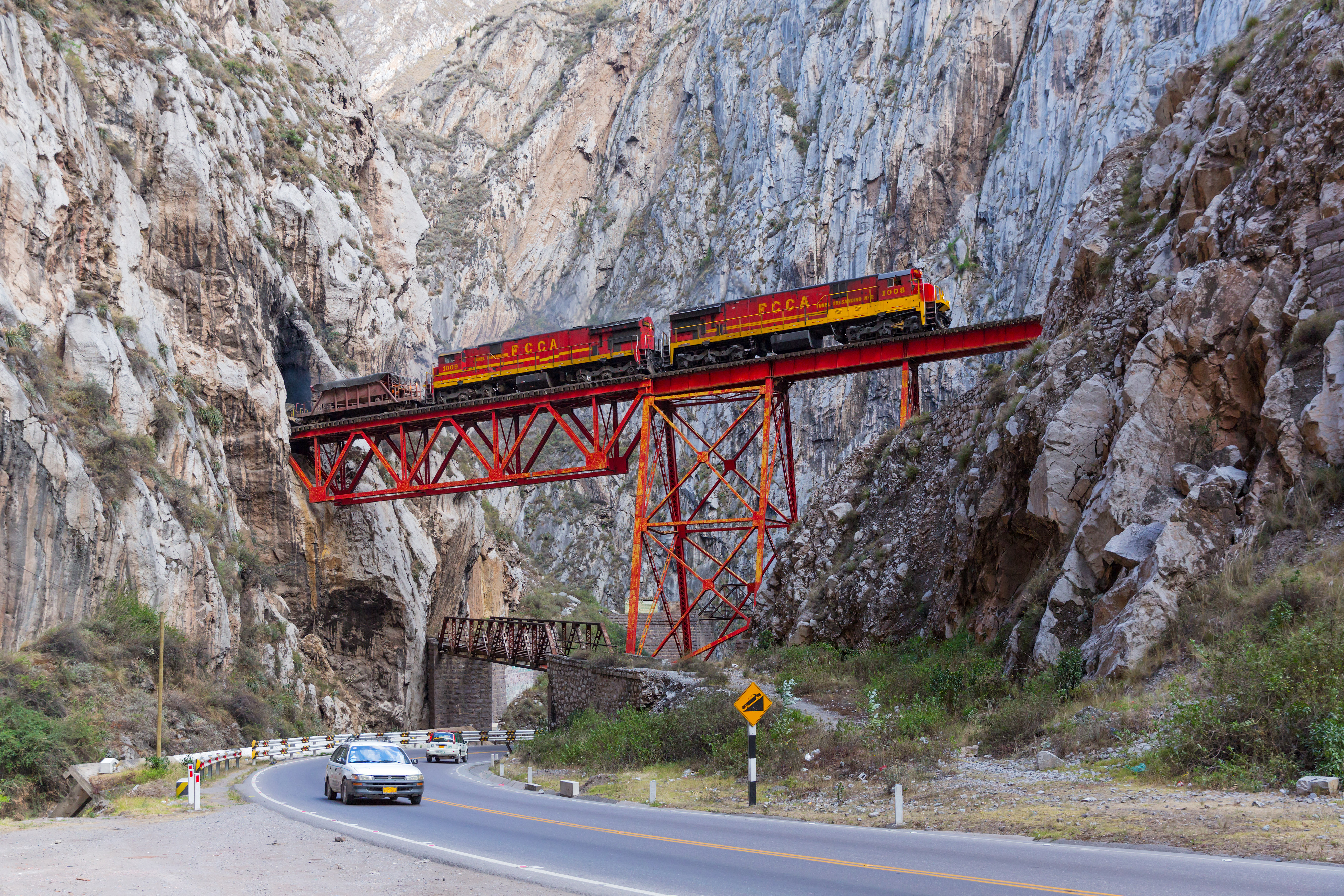
Viaduc Infiernillo à Huarochirí

## Divisions administratives
La région de Lima est composée de neuf Provinces :
|  | - Province de Barranca (n° 1 sur la carte ci-contre) - Province de Cajatambo (n° 2 sur la carte ci-contre) - Province de Canta (n° 4 sur la carte ci-contre) - Province de Cañete (n° 5 sur la carte ci-contre) - Province de Huaral (n° 6 sur la carte ci-contre) - Province de Huarochirí (n° 7 sur la carte ci-contre) - Province de Huaura (n° 8 sur la carte ci-contre) - Province d'Oyón (n° 10 sur la carte ci-contre) - Province de Yauyos (n° 11 sur la carte ci-contre) Deux autres provinces, qui constituent l'agglomération de Lima, font physiquement partie de la région de Lima mais en sont autonomes du point de vue administratif : - Province de Lima (n° 9 sur la carte ci-contre) - Province constitutionnelle de Callao (n° 3 sur la carte ci-contre) |

## Communications
La région est traversée dans le sens Nord-Sud par la route panaméricaine